# 쿠바꽃박쥐
쿠바꽃박쥐(Phyllonycteris poeyi)는 주걱박쥐과(신세계잎코박쥐류)에 속하는 박쥐의 일종이다. 쿠바와 아이티 그리고 도미니카 공화국에서 발견된다.

## 특징
쿠바꽃박쥐는 중형 크기의 박쥐로 날개 폭은 29~35cm, 몸무게는 15~29g 정도이다. 수컷이 암컷보다 현저히 크다. 암수 모두 회색빛-흰색을 고르게 띠는 부드러운 털을 갖고 있다. 꼬리 길이가 18mm 이하로 비교적 짧으며, 며느리발톱이 없기 때문에 다리 사이에 좁은 비막만을 갖고 있다. 주둥이는 비교적 길고 좁으며 단순한 형태를 유지하고 있지만, 오히려 잎코(비엽)은 덜 발달해 있다. 혀 또한 길고, 윗쪽에 일종의 붓처럼 털같은 구조를 형성하여 꽃에서 꽃꿀을 먹을 때 용이하다. 쿠바꽃박쥐는 비행 속도가 6.7km/h 이상 되지 않는 것으로 보고되고 있으며, 날개 모양때문에 한 장소에서 선회하기 어려울 것으로 보고 있다. 다른 근연종과 달리 반향 정위를 할 때 보통 50kHz 이하의 소리를 내고 최대 7초까지 길게 유지한다. 대다수의 박쥐들처럼, 폐쇄된 공간에서는 더 짧게 진동수가 조절된 소리를 낸다.

## 분포 및 서식지
쿠바꽃박쥐는 쿠바와 히스파니올라섬, 후벤투드섬 그리고 인근 지역의 작은 섬들에서 발견된다. 히스파니올라섬에서는 아이티와 도미니카 공화국 모두에서 기록되고 있다. 해발 고도 최대 1700m 높이까지의 상록수 숲과 관목 지대에서 서식한다.

## 아종
2종의 아종이 알려져 있다.
- Phyllonycteris poeyi poeyi - 쿠바 및후벤투드섬
- Phyllonycteris poeyi obtusa - 히스파니올라섬

## 습성 및 생태
대부분의 박쥐들처럼, 쿠바꽃박쥐는 야행성 동물이다. 낮 동안에 수천마리가 무리를 지어 좁고 막다른 동굴 안에서 생활한다. 동굴에서 쿠바과일먹는박쥐, 담황색꽃박쥐 그리고 민등박쥐류를 포함하는 다른 박쥐 종들과 장소를 공유한다. 넓은 범위의 식물 속에서 주로 밤에 씨앗과 꽃 꽃가루 등의 먹이를 구하지만, 나는 곤충을 일부 먹기도 한다. 보통 군집생활하는 동물로 밤 동안에 최대 30마리가 함께 무리를 지어 비행한다. 주요 포식자들은 원숭이올빼미와 브라질쇠부엉이, 쿠바보아뱀 등이다. 암컷의 발정 주기는 1년에 한번이고, 12월경으로 추정하고 있다. 임신 기간은 확실치 않지만, 약 6개월 정도로 보인다. 한번에 한 마리의 털이 없는 상태의 새끼를 낳고, 태어날 때 몸무게는 5g 정도이다.